# Барсуков, Иван Антонович
Иван Антонович Барсуков (4 сентября 1898, с. Языково, Самарская губерния, Российская империя — 9 сентября 1957, Москва, СССР) — советский организатор военного производства, генерал-майор инженерно-артиллерийской службы  (18.11.1944).

## Биография
Родился 4 сентября 1898 года (по новому стилю) в крестьянской семье в селе Языково, ныне село Бригадировка в Мелекесском районе, Ульяновской области. В 1911 году после окончания пятиклассной сельской школы, поступил в Мелекесскую низшую ремесленную школу, которую окончил с похвальной грамотой. В 1915 году начинает работу токарем на паровой мельнице купца Таратина. В феврале 1917 года был призван в российскую императорскую армию где проходил службу рядовым запасного батальона гвардии Преображенского полка. Вскоре он направляется на курсы строительных мастеров при военно-строительном отделе Петроградского Комитета Военно-технической помощи, которые успешно заканчивает в августе 1917 года и направляется в 12-й железнодорожный батальон города Валки Лифляндской губернии. После демобилизации в марте 1918 года Барсуков приезжает в Мелекесс.
В начале 1919 года поступает на службу в Красную Армию. Участвует в Сибири в разгроме армии адмирала Колчака, в партизанском движении. С 3 мая 1919 года занимает должность военного комиссара при армейской технической мастерской в городе Верхнеудинск. В 1920 году вступил в РКП(б). В 1923 году командируется для обучения на рабфак, а затем на учебу в Московский химико-технологический институт им. Менделеева. После окончания института в 1930 году был направлен на реконструируемый 1-й Государственный автомобильный завод (г. Москва) в качестве мастера цеха. С января 1931 году занимает должность главного механика того же завода. 11 мая 1933 года «за выдающиеся заслуги по реконструкции автозавода им. т. Сталина и по освоению производства» И. А. Барсуков был награжден орденом Ленина. 5 февраля 1934 года Барсуков выступил с приветствием XVII съезду ВКП(б) от завода им. Сталина, его речь  прерывалась бурными аплодисментами, о чём свидетельствует стенографический отчёт съезда. Так же от имени рабочих завода он преподнёс XVII съезду модель выпускаемого автомобиля «трёхостка», передавая её  делегатам съезда, Иван Антонович под их бурные аплодисменты сказал: «Мы, рабочие, надеемся, что она послужит большим ударом по той свиной роже, которая полезет в наш советский, пролетарский огород».
В 1935 году направлен на руководящую работу в оборонную промышленность где назначен начальником Главного Управления стрелкового вооружения Народного комиссариата оборонной промышленности СССР. Находясь на этой должности возглавил на предприятии в городе Ковров работу по созданию противотанковых ружей. В начале 1939 года назначен заместителем наркома вооружения СССР. 5 июня 1941 года по ложному обвинению снят с поста и арестован, находился под следствием во внутренней тюрьме НКВД СССР. 28 июля 1941 года освобожден из заключения по личному указанию И. В. Сталина, и восстановлен в должности зам. наркома.
Руководимые им во время Великой Отечественной войны предприятия оборонной промышленности справлялись с задачей обеспечения Армии вооружением и боеприпасами, он курировал вопросы противотанковых средств и вооружений, артсистем, через его ведение проходили не только ПТР, но и легендарные Т-34, САУ, «Катюши» и т. д. В августе 1944 года, за успешное выполнение заданий Государственного Комитета Обороны по производству артиллерийского, стрелкового вооружения и военных приборов для Красной Армии, Барсуков был награждён вторым орденом Ленина, а в ноябре того же года ему было присвоено воинское звание -генерал-майор инженерно-артиллерийской службы. В сентябре 1945 года, за успешное выполнение заданий ГКО по созданию новых образцов вооружения и обеспечения Красной Армии артиллерией, стрелковым вооружением, военно-оптическими приборами и боеприпасами, генерал Барсуков был награждён полководческим орденом Кутузова 1-й степени.

Иван Антонович Барсуков, работая главным механиком Московского автозавода, а затем заместителем наркома вооружения, показал себя хорошим организатором. Человек исключительной скромности, он, когда этого требовала обстановка, был и настойчив. Он хорошо знал Ковровский завод, технологию производства…
— Д. Ф. Устинов.  «Во имя Победы» (мемуары).
После войны продолжил работать в прежней должности. В 1950 году постановлением Государственного Комитета Оборонной промышленности был награждён автомашиной марки БМВ, которую безвозмездно передал автобазе Министерства Вооружения СССР города Москвы. В 1952 году по состоянию здоровья был освобождён от занимаемой им должности заместителя министра.
Внес значительный вклад в укрепление обороноспособности страны, создание и внедрение в производство новых образцов и видов вооружений и специальной техники.
Умер 9 октября 1957 года. Похоронен в Москве на Новодевичьем кладбище (уч. 5, ряд 12, место 6).

## Награды
- два ордена Ленина (31.05.1933[2], 05.08.1944[5])
- орден Кутузова I степени (16.09.1945)[6]
- орден Кутузова II степени (18.11.1944)[7]
- орден Трудового Красного Знамени (03.06.1942)[8]
- орден Красной Звезды
- медали, в том числе:
  - «За оборону Москвы»
  - «За победу над Германией в Великой Отечественной войне 1941—1945 гг.»
  - «За доблестный труд в Великой Отечественной войне 1941—1945 гг.»

## Память
- Во исполнение воли покойного жена Роза Ильинична в 1958 году безвозмездно передала, имеющуюся в Подмосковье в посёлке Быково дачу, расположенную в прекрасном сосновом лесу и большим количеством плодово-ягодных насаждений, красивым в архитектурном оформлении домом под детский дом. Московский областной Совет депутатов трудящихся, принимая подарок, в своём решении от 15 июля 1958 года за № 959 записал: "На доме переданной дачи установить мемориальную доску с барельефом её владельца со следующей надписью: «В этом доме жил генерал-майор Барсуков Иван Антонович. Член КПСС с 1920 года. Умер 9 октября 1957 года». Впоследствии на доме была установлена мемориальная доска с изображением барельефа её владельца.
- В Димитровградском краеведческом музее и в Бригадировской основной школе оформлены стенды, посвящённые его жизни и деятельности. По ходатайству работников Димитровградского краеведческого музея, Совета депутатов и общественности города в 1971 году было решено увековечить память Барсукова, установив мраморную памятную доску на здании бывшей ремесленной школы, в которой он учился. Но это не было сделано.